# Пјан ди Балестра (Болоња)
Пјан ди Балестра (итал. Pian di Balestra) је насеље у Италији у округу Болоња, региону Емилија-Ромања.
Према процени из 2011. у насељу је живело 28 становника. Насеље се налази на надморској висини од 1031 м.